# Joe DiMaggio
Joseph Paul „Joe“ DiMaggio (* 25. November 1914 in Martinez, Kalifornien geboren als Giuseppe Paolo Di Maggio, Jr.; † 8. März 1999 in Hollywood, Florida) war ein US-amerikanischer Baseballspieler italienischer Herkunft. DiMaggio war außerdem kurzzeitig mit Marilyn Monroe verheiratet.
Er gilt noch heute als Musterbeispiel für einen Spieler – sowohl am Schlag als auch in der Defensive auf seiner Stammposition im Center Field. Viele halten seine bis heute unerreichte Serie aus dem Jahr 1941, in der er in 56 aufeinanderfolgenden Spielen mindestens einen Hit erzielte, für die größte bislang im Baseball erreichte individuelle Leistung.
Der als „The Yankee Clipper“ und wegen seiner mit relativ weit geöffneten Beinen ungewöhnlichen Haltung am Schlag bekannte DiMaggio gewann im Laufe seiner Karriere zweimal den Titel des Batting Champions (1939 und 1940) sowie dreimal den des Most Valuable Player (1939, 1941 und 1947). In 13 Spielzeiten schlug er insgesamt 361 Home Runs, erreichte einen jährlichen Durchschnitt von 118 Runs Batted In und einen Gesamt-Schlagdurchschnitt (Batting Average) von .325 (d. h. 32,5 %). Als im Jahre 1969 die Baseball-Liga ihr 100-jähriges Bestehen feierte, wurde er zum „größten noch lebenden Spieler“ gewählt.
Auch sein älterer Bruder Vince und sein jüngerer Bruder Dom waren professionelle Baseballspieler. Vince war ein Star in der National League, während Dom elf Jahre bei den Boston Red Sox in der American League spielte. Alle drei waren bekannt für ihre überdurchschnittlichen Defensivqualitäten.

## Leben

### Jugend
Giuseppe Paolo (Joseph Paul) DiMaggio wurde in Martinez, Kalifornien in einem Zwei-Zimmer-Haus geboren. Sein Vater, Giuseppe Sr., war ein Fischer, so wie Generationen der DiMaggios zuvor. Er wurde nach seinem Vater benannt, in der Hoffnung, dass er als achtes Kind das letzte sei. Seinen zweiten Vornamen Paul erhielt er zu Ehren des heiligen Paulus, des „Lieblingsheiligen“ seines Vaters. Die Familie DiMaggio zog nach San Francisco, als Joe ein Jahr alt war.
Sein Vater hoffte, dass seine fünf Söhne ebenfalls Fischer werden würden. Joe hatte daran kein Interesse. Er erinnerte sich, dass er stets vermied, das Boot des Vaters zu putzen, da der Geruch toter Fische bei ihm Übelkeit auslöste. Sein Vater war darüber sehr erbost. Er nannte ihn „Faulpelz“ und „Tunichtgut“. Erst nachdem Joe als Baseballspieler in der Pacific Coast Liga Erfolg hatte, war auch sein Vater stolz auf ihn.
Sein Bruder Vince überredete die Mannschaft der San Francisco Seals, seinen jüngeren Bruder in den letzten drei Spielen der Saison 1932 auf der so genannten „Shortstop“-Position spielen zu lassen. Joe konnte zwar in der Defensive als Shortstop nicht überzeugen, war aber in der Offensive am Schlag erfolgreich. Zwischen dem 28. Mai und dem 25. Juli 1933 gelang ihm ein Hit in 61 aufeinanderfolgenden Spielen – ein so genannter „Hitting-Streak“.
1934 schien seine Karriere bereits beendet. Auf dem Weg zum Abendessen im Haus seiner Schwester zog er sich beim Aussteigen aus einem Taxi einen Bänderriss im Knie zu. Am nächsten Tag spielte er trotzdem Baseball, schlug einen Home Run, doch statt anschließend um die Bases zu rennen, konnte er gerade noch um sie herumgehen.
Die San Francisco Seals erkannten den Wert von Joe und versuchten ihn an einen anderen Verein zu verkaufen. Während der Weltwirtschaftskrise erhofften sie sich die damals unerhörte Summe von 100.000 US-Dollar, doch die Chicago Cubs lehnten angesichts der Knieverletzung selbst ein für sie risiko- und kostenloses Probetraining ab.

### New York Yankees
Der Talentspäher Bill Essick konnte die New York Yankees davon überzeugen, sich Joe doch noch einmal genauer anzusehen. Nachdem eine Knieuntersuchung grünes Licht ergab, boten die Yankees schließlich 25.000 US-Dollar. Die Seals waren einverstanden, vorausgesetzt, Joe würde eine weitere Saison bei ihnen spielen. Das führte dazu, dass Joe gemeinsam mit den fünf Spielern auflief, die von den Yankees als zusätzliche Ablösesumme im Tausch für ihn bereits „gezahlt“ worden waren. „Joltin’ Joes“ Batting Average betrug .398, er schlug 34 Home Runs und war für 154 Punkte (RBI) verantwortlich, als die Seals 1935 den Titel in der Pacific Coast League gewannen.
Die Sportjournalisten erkoren ihn sofort zum designierten Nachfolger von Babe Ruth. Sein erstes Spiel für die New York Yankees bestritt er am 3. Mai 1936, in der Schlagaufstellung (Batting Order) direkt vor dem berühmten Lou Gehrig. Die Yankees hatten die Endspiele der World Series seit 1932 nicht mehr erreicht, doch nicht zuletzt dank der sensationellen Leistungen ihres jungen Spielers (Rookie) gewannen sie die folgenden vier Meisterschaften. Insgesamt führte Joe DiMaggio die Yankees zu neun Titeln in 13 Jahren.

### Zweiter Weltkrieg
1943 wurde DiMaggio zur US-Luftwaffe einberufen. Er war zunächst in Santa Ana (Kalifornien) und auf Hawaii, später in Atlantic City stationiert, wo er als Sporttrainer eingesetzt war und für die 7. Staffel der Luftwaffe Baseball spielte.
Nach dem Angriff auf Pearl Harbor wurden seine Eltern als „feindliche Ausländer“ eingestuft – obwohl die Söhne bereits populäre Sportler in Amerika waren. Die Eltern waren verpflichtet, stets Ausweispapiere mit sich zu führen, durften sich ohne Genehmigung nicht weiter als fünf Meilen von ihrem Wohnort entfernen, und das Fischerboot des Vaters wurde beschlagnahmt.

### Karriereende
Am 7. Februar 1949 unterschrieb DiMaggio als erster Profisportler überhaupt einen Vertrag mit einer jährlichen Gehaltssumme von 100.000 US-Dollar (70.000 Dollar Gehalt zzgl. Prämien). Er galt nach wie vor als der beste Baseballspieler. Doch zunehmende Verletzungen führten dazu, dass er kaum noch schmerzfrei laufen konnte. 1951 spielte er eine für seine Verhältnisse schwache Saison. Als daraufhin eine negative Beurteilung seiner Leistungen durch einen Konkurrenzverein an die Presse durchsickerte, entschied sich Joe seine Karriere am 11. Dezember 1951 zu beenden. Sein Nachfolger auf der Center-Field-Position wurde der junge Mickey Mantle. Überraschenderweise wurde er 1955, trotz seiner immensen Reputation und Popularität, erst im dritten Anlauf in die Baseball Hall of Fame gewählt.

### Beziehung mit Marilyn Monroe

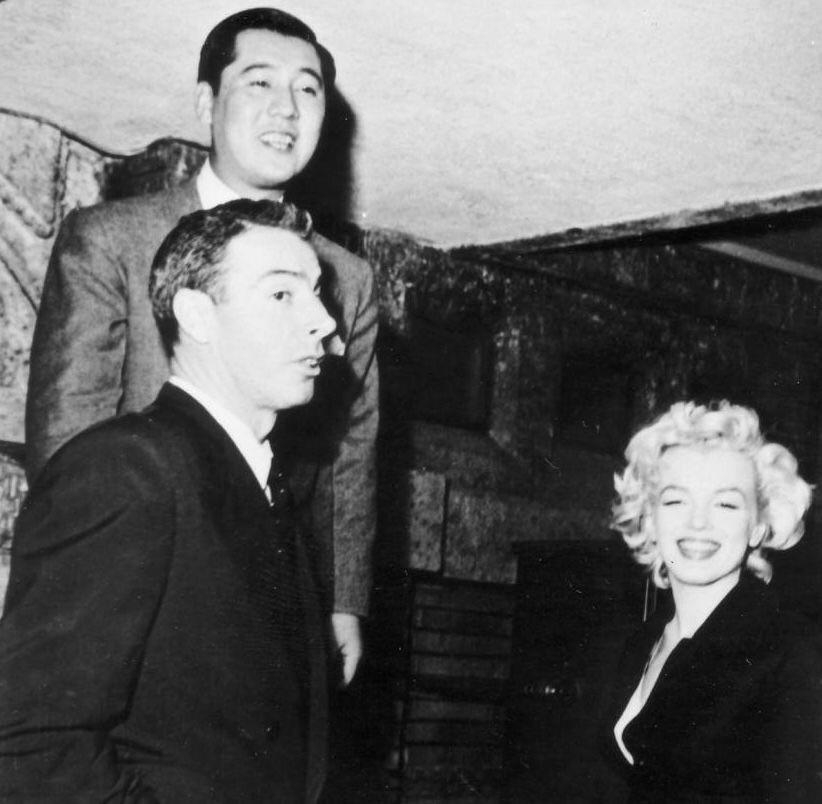
Joe DiMaggio mit Marilyn Monroe in Japan (1954)

Im Januar 1937 lernte Joe Dorothy Arnold kennen. Sie heirateten am 19. November 1939 in der Saints Peter and Paul Church in San Francisco. Dieses Ereignis füllte die Straßen mit Gratulanten und Neugierigen. Bereits kurz nach der Geburt des Sohnes Joseph III am 23. Oktober 1941 begann die Ehe zu zerbrechen. Joe verlor seine Form und bekam Magengeschwüre, 1944 wurde die Ehe geschieden.
1952 traf Joe die Filmschauspielerin Marilyn Monroe. Nach knapp 18-monatiger, von Öffentlichkeit und Presse intensiv verfolgter Zeit des Umwerbens heirateten beide schließlich am 14. Januar 1954 im Rathaus von San Francisco. Es folgte eine turbulente Ehe.
Nach Darstellung des DiMaggio-Biografen Ben Cramer lag auch eine Portion Gewalt in der Ehe. So habe DiMaggio beim Beobachten der Dreharbeiten für die berühmte Szene im Film Das verflixte 7. Jahr (The Seven Year Itch), in der in New York vor hunderten Schaulustigen Monroes Rock über einem U-Bahn-Luftschacht hochgewirbelt wird, nach Aussagen des Regisseurs Billy Wilder „einen Todesblick“ im Gesicht gehabt. Nach nur 274 Tagen Ehe reichte Monroe die Scheidung ein.
1961 trat Marilyn wieder in Joes Leben ein, nachdem ihre Ehe mit dem Schriftsteller Arthur Miller gescheitert war. Am 7. Februar wurde sie in eine Nervenklinik eingewiesen und dort in der Abteilung für schwerste Fälle aufgenommen. Joe veranlasste, dass sie in eine andere Klinik verlegt wurde. Nach ihrer Entlassung traf sie ihn in Florida, wo er als Trainer im Trainingslager der Yankees tätig war. Niemand glaubte ihren Aussagen, sie seien nur gute Freunde, und schnell machten Gerüchte über eine erneute Heirat die Runde. Marilyns New Yorker Apartment wurde von Reportern permanent belagert.
Maury Allen behauptet in seiner DiMaggio-Biografie, dass Joe seinen mit 100.000 US-Dollar dotierten Job bei den Yankees aufgab, um nach Kalifornien zurückzukehren, und Marilyn einen erneuten Heiratsantrag machte.
Nach Marilyns Tod am 5. August 1962 veranlasste Joe, dass dreimal wöchentlich 20 rote Rosen an ihr Grab geliefert wurden. Der Auftrag galt für 20 Jahre. Im Gegensatz zu anderen hat Joe DiMaggio nie öffentlich über seine Ehe mit Marilyn gesprochen. Er heiratete nicht wieder.

### Nachwirken zu Lebzeiten, Tod
DiMaggios Gedenken wurde nicht nur in der Welt des Baseball gepflegt. Die Yankees entschieden bereits 1952, nach seinem Karriereende, dass nie wieder ein Spieler ein Trikot mit der Rückennummer 5 tragen werde. Er ging auch in mehrere Werke von Kunst und Kultur über.
Ernest Hemingway lässt in seinem Roman Der alte Mann und das Meer den alten kubanischen Fischer sagen: „I would like to take the great DiMaggio fishing. They say his father was a fisherman“. Am Ende des Romans fragt sich der alte Fischer wiederholt: „What would the great DiMaggio do now?“. Im Ganzen gesehen fragt sich der alte Mann häufig, was „der große Joe DiMaggio“ von der aktuellen Situation halte oder was er tun würde.
In Dick Richards’ Film Fahr zur Hölle, Liebling dient DiMaggios berühmte Hitting Streak als gliederndes Element. Der Film beginnt und endet mit Monologen Philip Marlowes, die sich auf DiMaggio beziehen. In Form kurzer Dialoge oder abgebildeter Zeitungsseiten illustriert die sportliche Form DiMaggios den Spannungsverlauf im Film.
Ende der 1960er Jahre fragten Simon & Garfunkel in ihrem Song Mrs. Robinson aus dem Film Die Reifeprüfung: „Where have you gone, Joe DiMaggio? A nation turns its lonely eyes to you.“ John Fogerty würdigt DiMaggio in seinem Song Centerfield von 1985: „So say hey, Willie, tell the Cobb / And Joe DiMaggio / Don’t say it ain’t so, you know the time is now“. In Madonnas Song Vogue wird er neben anderen Stilikonen besungen: „Greta Garbo, and Monroe / Dietrich and DiMaggio / Marlon Brando, Jimmy Dean / On the cover of a magazine“. Ebenso erwähnen ihn Billy Joel in der ersten Strophe von We Didn’t Start the Fire: „Harry Truman, Doris Day, Red China, Johnnie Ray / South Pacific, Walter Winchell, Joe DiMaggio“ sowie Tom Waits im Song A Sight for Sore Eyes: „That we toast to the old days and DiMaggio too / And old Drysdale and Mantle, Whitey Ford and to you“.
In Folge 1 der 3. Staffel von Seinfeld (dt.: ‚Zur Massage!‘; engl.: ‘The Note’) meint Kramer mehrfach, DiMaggio im gemeinsamen Stammcafé der Freunde zu erkennen und versucht, diesen durch besonders auffälliges Verhalten auf sich aufmerksam zu machen. Dem Zuschauer bleibt die Person und somit die Auflösung, ob es sich tatsächlich um DiMaggio handelt, allerdings verborgen.
In Folge 11 der 1. Staffel von Raumschiff Enterprise – Das nächste Jahrhundert wird in einer Holodeck-Geschichte eine Zeitung präsentiert, in der die Schlagzeile „DiMaggio streak reaches 37.“ (‚DiMaggios Serie erreicht 37‘) lautet. Im Zuge dessen erklärt der Androide Data, dass die Serie bis 2026 Bestand habe und von einem Spieler eines Londoner Teams gebrochen würde. Er wird bei der Ausführung jedoch unterbrochen, so dass die Zuschauer weder den Namen des Teams noch des Spielers erfahren. Dies geschieht erst in Folge 16 der 1. Staffel von Star Trek: Deep Space Nine, wo „Harmon ‘Buck’ Bokai“ von den „London Kings“ genannt wird.
Am 19. September 1992 öffnete das Joe-DiMaggio-Kinderkrankenhaus in Hollywood, Florida seine Türen, für das Joe mehr als 4 Millionen US-Dollar an Spenden gesammelt und auch selbst beigetragen hat.

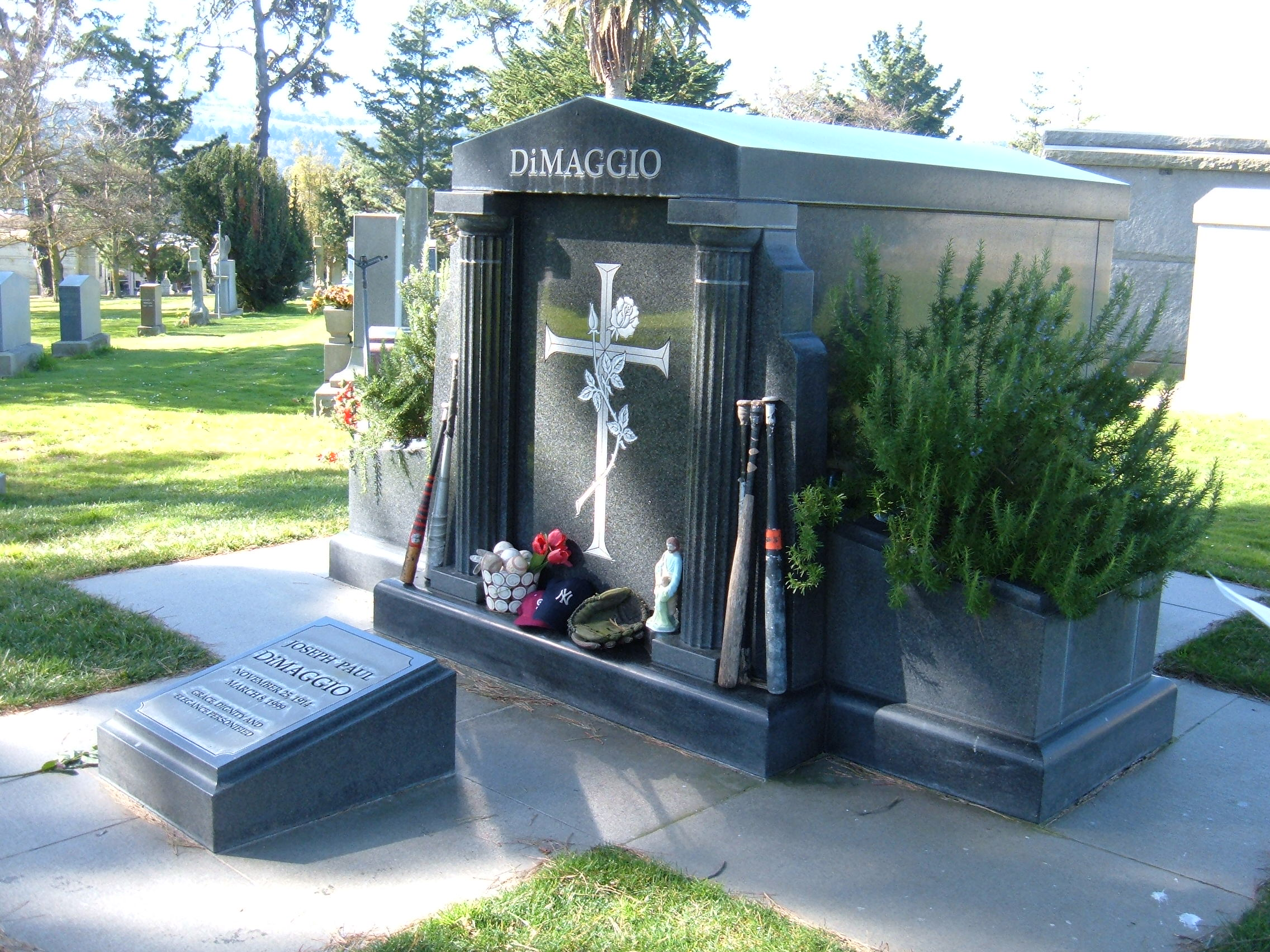
Joe DiMaggios Grab

Joe DiMaggio starb an Lungenkrebs in seinem Haus in Hollywood, Florida und ist auf dem Holy Cross Cemetery in Colma, Kalifornien begraben.

## Denkmal
Am 25. April 1999 wurde im Monument Park des Yankee Stadiums ein Denkmal zu seinen Ehren enthüllt, wo Gedenksteine und -tafeln sowie die pensionierten Nummern ehemaliger Mitglieder, unter anderem auch für Babe Ruth, Mickey Mantle und Lou Gehrig ausgestellt sind.

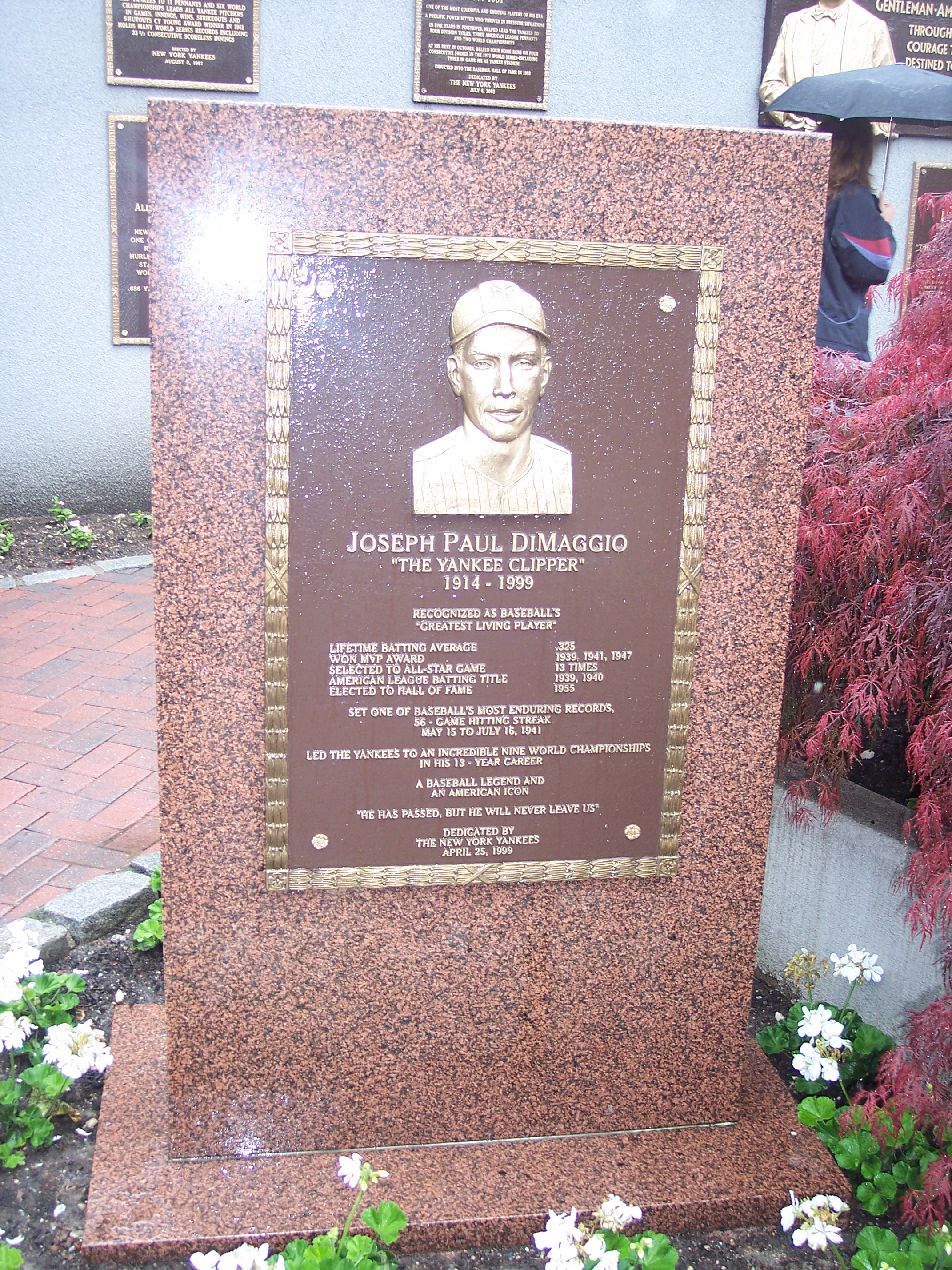
Joe DiMaggios Denkmal im Monument Park des alten, mittlerweile abgerissenen Yankee Stadiums